# TV-teater i Sverige – Spelåret 1959/60

## Spelåret 1959/60. Den andra TV-teaterensemblen
| Den andra tv-teaterensemblen | Ensemblens medlemmar från vänster i bakersta raden: Hans Düberg, Heinz Hopf, Erik Strandmark, Mona Malm och regissören Hans Dahlin. Mittraden från vänster: Tor Isedal, Erik "Bullen" Berglund, Barbro Hiort af Ornäs, Ulla Sjöblom, Gunnel Lindblom, Ingvar Kjellson och Ingrid Thulin. Främsta raden från vänster: Regissören Bengt Lagerkvist, Curt Masreliez, produktionsledaren Lars-Erik Kjellgren, TV-teaterchefen Henrik Dyfverman, Isa Quensel och John Elfström. Dessutom ingick Gunnel Broström i ensemblen. |

| Titel                                                | Datum      | Manus                                    | Regissör                             | I rollerna (urval)                          | Övrigt                                                               |
| ---------------------------------------------------- | ---------- | ---------------------------------------- | ------------------------------------ | ------------------------------------------- | -------------------------------------------------------------------- |
| Resan till de gröna skuggorna                        | 1959-08-28 | Finn Methling                            | Hans Dahlin                          | Ulla Sjöblom                                | Monolog. Orig:titel: Rejsen til de grønne skygger                    |
| Skuggornas klubb                                     | 1959-09-11 | Hans-Eric Hellberg                       | Erik Strandmark                      | Toivo Pawlo, John Elfström m.fl.            | TV-pjäs                                                              |
| Don Ranudo de Colibrados eller Fattigdom och högfärd | 1959-09-18 | Ludvig Holberg                           | Hans Abramson                        | Georg Årlin, Sif Ruud m.fl.                 | Orig:titel: Don Ranudo de Colibrados eller Fattigdom og Hoffærdighed |
| Älska                                                | 1959-09-25 | Paul Géraldy                             | Hans Abramson                        | Ingrid Thulin, Ingvar Kjellson m.fl.        | Pjäs. Orig:titel: Aimer                                              |
| Pekingoperan                                         | 1959-10-02 | Gammal kinesisk dans- och pantomimkonst  | Producent: Hans Dahlin               | Kommentator: Bengt Häger                    |                                                                      |
| Oväder på Sycamore Street                            | 1959-10-09 | Reginald Rose                            | Bengt Lagerkvist                     | Erik Strandmark, Inga Landgré m.fl.         | TV-pjäs. Orig:titel: Thunder on Sycamore Street                      |
| Den inbillade sjuke                                  | 1959-10-23 | Jean-Baptiste Molière                    | Hans Dahlin                          | Ingvar Kjellson, Isa Quensel m.fl.          | Komedi. Orig:titel: La malade imaginaire                             |
| Rolands död                                          | 1959-10-25 | Belgisk marionetteater                   | Bearbetning och regi: François Pinet |                                             | Riddarsaga i två akter efter Rolandsången.                           |
| Åke och hans värld                                   | 1959-10-31 | Bertil Malmberg                          | Bengt Lagerkvist                     | Jörgen Lindström, Yvonne Nygren m.fl.       |                                                                      |
| Vår ofödde son                                       | 1959-11-13 | Vilhelm Moberg                           | Hans Abramson                        | Ingrid Thulin, Axel Düberg m.fl.            |                                                                      |
| Måsen                                                | 1959-11-20 | Anton Tjechov                            | Bengt Ekerot                         | Gunnel Broström, Heinz Hopf m.fl.           | Komedi. Orig:titel: Чайка                                            |
| Pojken Winslow                                       | 1959-12-25 | Terence Rattigan                         | Gustaf Molander                      | Erik Berglund, Isa Quensel m.fl.            | Komedi. Orig:titel: The Winslow boy                                  |
| Att hyra möblerat                                    | 1959-12-31 | Gabriel d'Hervilliez                     | Herman Ahlsell                       | Jan-Olof Strandberg, Bertil Anderberg m.fl. | Lustspel. Orig:titel: A louer meublé                                 |
| Ung och grön                                         | 1960-01-05 | Dorothy Reynolds och Julian Slade        | Josef Halfen                         | Mona Malm, Barbro Hiort af Ornäs m.fl.      | Sånglustspel. Orig:titel: Salad days                                 |
| Kapplöpningen                                        | 1960-01-15 | Ken Hughes                               | Hans Abramson                        | Tor Isedal                                  | Engelsk TV-pjäs. Orig:titel: Sammy                                   |
| Oväder                                               | 1960-01-22 | August Strindberg                        | Ingmar Bergman                       | Uno Henning, Ingvar Kjellson m.fl.          |                                                                      |
| Carmen                                               | 1960-01-29 | Georges Bizet                            | Göran Gentele                        | Ragnar Ulfung, Sigurd Björling m.fl.        | Opera-comique i fyra akter                                           |
| Tre små teaterstycken: Stjärnan                      | 1960-02-05 | Werner Aspenström                        | Bengt Lagerkvist                     | Toivo Pawlo, Heinz Hopf m.fl.               |                                                                      |
| Tre små teaterstycken: Skuggorna                     | 1960-02-05 | Werner Aspenström                        | Bengt Lagerkvist                     | Toivo Pawlo, Barbro Hiort af Ornäs m.fl.    |                                                                      |
| Tre små teaterstycken: De lyckliga bröderna          | 1960-02-05 | Werner Aspenström                        | Bengt Lagerkvist                     | John Elfström, Axel Düberg m.fl.            |                                                                      |
| Kapellmästaren                                       | 1960-02-12 | Domenico Cimarosa                        | Folke Abenius                        | Bernhard Sönnerstedt                        | Operaintermezzo. Orig:titel: Il maestro di Cappella                  |
| Simon och Laura                                      | 1960-02-19 | Alan Melville                            | Josef Halfen                         | Curt Masreliez, Gunnel Broström m.fl.       | En komedi om kärlek. Orig:titel: Simon and Laura                     |
| Myteriet på Caine                                    | 1960-03-04 | Herman Wouk                              | Hans Abramson                        | Lars Ekborg, Sven Lindberg m.fl.            | Pjäs. Orig:titel: The Caine mutiny court-martial                     |
| Slå nollan till polisen                              | 1960-03-25 | Frederick Knott                          | Bengt Lagerkvist                     | Gunnel Broström, Lennart Lindberg m.fl.     | Kriminalpjäs. Orig:titel: Dial M for murder                          |
| Spökhotellet                                         | 1960-04-18 | Georges Feydeau och Maurice Desvallières | Josef Halfen                         | Ingvar Kjellson, Isa Quensel m.fl.          | Fars. Orig:titel: L'Hotel du libre échange                           |
| Den ljusnande tid                                    | 1960-05-01 | Alf Henrikson                            |                                      | Kolbjörn Knudsen                            | En nutidsrevy i fickupplaga                                          |
| Antigone                                             | 1960-05-06 | Sofokles                                 | Hans Dahlin                          | Ulla Sjöblom, Mona Malm m.fl.               | Musik: Sven-Erik Bäck                                                |
| En av sju                                            | 1960-05-20 | Gerd Oelschlegel                         | Hans Abramson                        | Ingvar Kjellson, Curt Masreliez m.fl.       | TV-pjäs. Orig:titel: Einer von sieben                                |
| Den starkare                                         | 1960-06-03 | August Strindberg                        | Hans Dahlin                          | Gunnel Broström, Ulla Sjöblom m.fl.         | En scen.                                                             |